# Calciumcyanide
Calciumcyanide is een anorganische verbinding van calcium die wordt gebruikt om waterstofcyanide (blauwzuur) te maken. In contact met water, vochtige lucht, koolzuurgas, zuren of zouten van zuren wordt het zeer giftige en brandbare waterstofcyanide gevormd. Bij verhitting ontleedt het, waarbij giftige gassen vrijkomen (onder andere waterstofcyanide en stikstofoxiden).

## Toepassingen
Als voorloper van waterstofcyanide werd calciumcyanide een tijdlang gebruikt als insecticide en rodenticide door middel van gassing met waterstofcyanide, vooral van granen (merknaam: Cyanogas). Korrels die voor ongeveer 50% uit calciumcyanide bestonden werden aan de graankorrels toegevoegd en onder invloed van vocht produceerden deze het blauwzuurgas. Een andere manier van toedienen was verstuiven met behulp van een hand- of voetpomp. Omwille van de hoge giftigheid van waterstofcyanide is het gebruik hiervan als gassingsmiddel sedert ca. 1960 verlaten ten voordele van andere stoffen zoals methylbromide (dat inmiddels ook niet meer mag gebruikt worden).

## Toxicologie en veiligheid
Calciumcyanide is irriterend voor ogen, huid en luchtwegen. De stof kan effecten hebben op de zuurstofstofwisseling van de cel, met als gevolg stuiptrekkingen en bewusteloosheid. Blootstelling kan de dood veroorzaken. Herhaald of langdurig huidcontact kan huidontsteking veroorzaken.